# Pactum Warmundi (1123)
Договір Гармонда (лат. Pactum Warmundi) — союзний договір, укладений у 1123 році між Єрусалимським королівством хрестоносців і Венеційською республікою, який надав венеційцям широкі торгові привілеї на території держав хрестоносців в Палестині в обмін на їхню військову допомогу.

## Передумови
18 квітня 1123 року Белек-Газі, артукідський правитель Алеппо, захопив короля Балдуїна II в полон і ув'язненив у Харпуті. Патріарх Єрусалима Гармонд з Пікіньї скликав раду, яка обрала Есташа де Граньє конетаблем і бальї для управління королівством, але Греньє помер 15 травня або червня цього року. Рада знову зібралася і призначила на обидві посади Вільгельма де Бюр. В той же час, Єрусалимському королівству загрожувала армія єгипетських Фатімідів.
Ще в 1122 році Балдуїн II та Папа Калікст II звернулись до Венеції із закликом організувати новий хрестовий похід і дож Венеції Доменіко Мікеле на чолі великого венеційського флоту відбув у Святу Землю. В травні 1123 року венеційський флот прибув в Акру і незабаром розгромив єгипетський флот Фатимідів біля берегів Палестини в битві при Яффо.
Після битви при Яффо венеційці висадилися в Акрі і дож здійснив паломництво до Єрусалиму, де відсвяткував Різдво та зустрівся з Гармондом, патріархом Єрусалиму, та конетаблем Вільгельмом де Бюром, який керував Єрусалимом замість Балдуїна II. Було домовлено, що венеційський флот допоможе хрестоносцям захопити Тір або Аскалон, єдині два міста на узбережжі, які все ще знаходились під контролем мусульман. Барони з півдня Єрусалимського королівства хотіли напасти на Аскалон, тоді як північні воліли спрямувати флот проти Тіру, який був більшим і багатшим, а також слугував важливим портом для ворожого Дамаска, що знаходився далі вглиб країни. За словами Вільгельма Тірського, «справа наблизилася до небезпечної сварки» і в підсумку Тір був обраний жеребкуванням.

## Договір
Договір про союз був укладений між Єрусалимом і венеційцями перед початком облоги Тіра в лютому 1124 року (місто капітулювало перед хрестоносцями пізніше того ж року). Договір був укладений Гармондом, патріархом Єрусалиму, і тому він відомий як Pactum Warmundi (Warmundus це латинська форма його імені). Попередні договори були укладені між Єрусалимом і венеційцями та іншими італійськими містами-державами, і самим венеційцям були надані привілеї в 1100 і 1110 роках в обмін на військову допомогу, але цей договір був набагато ширшим.
Pactum надав венеційцям власну церкву, вулицю, площу, лазні, ринок, ваги, млин і піч у кожному місті, яке контролювалося королем Єрусалиму, за винятком самого Єрусалиму, де їхня автономія була більш обмеженою. В інших містах їм було дозволено використовувати власні венеційські ваги для ведення бізнесу та торгівлі під час торгівлі з іншими венеційцями, але в іншому випадку вони повинні були використовувати ваги та ціни, встановлені королем. В Акрі їм було надано квартал міста, де кожен венецієць «може бути вільним, як у самій Венеції». У Тирі та Аскалоні (хоча жодне з цих міст ще не було захопленим хрестоносцями на момент укладення договору) їм була надана одна третина міста та одна третина навколишньої сільської місцевості, можливо, до 21 села у випадку з Тіром. Ці привілеї були повністю вільні від оподаткування, але венеційські кораблі мали оподатковуватись у випадку, якщо вони перевозили паломників, і в цьому випадку король особисто мав би право на одну третину податку. За допомогу в облозі Тіру венеційці мали право на 300 «сарацинських безантів» на рік з доходів цього міста.
Венеційцям було дозволено використовувати власні закони в цивільних позовах між собою або у справах, у яких венецієць був відповідачем, але якщо венецієць був позивачем, а відповідач не був, справа мала вирішуватись у судах Королівства по його законах. Якщо венецієць зазнав кораблетрощі або загинув у королівстві, його майно мало бути повернуте до Венеції, а не конфісковано королем. Будь-хто, хто живе у венеційському кварталі в Акрі або венеційських районах в інших містах, має підпорядковуватись венеційському закону.

## Підписанти
Зі сторони Єрусалимського королівства договір підписали:
- Гармонд, патріарх Єрусалимський;
- Єремар, архієпископ Кесарії;
- Бернард, єпископ Назарету;
- Аскетин, єпископ Вифлеєму;
- Роджер, єпископ Лідди;
- Гульдін, абат церкви св. Марії в Йосафатовій долині;
- Герард, пріор Храму Гробу Господнього;
- Айкард, пріор Купола Скелі;
- Арнольд, пріор гори Сіон;
- Вільгельм де Бюр, конетабль Єрусалимського королівства
- Паган, канцлер Єрусалимського королівства

Окрім Вільгельма та Пагана, жоден інший представник світської влади не був підписантом договору, що, можливо, вказує на те, що венеційці вважали Єрусалим папським володінням.

## Наслідки
Балдуїн II ратифікував договір після свого звільнення з полону в 1125 році, хоча він відмовився визнати венеційські комуни як повністю автономні утворення в Єрусалимському королівстві. Він також заявив про свої феодальні права, запросивши на службу трьох венеційських лицарів. Договір, здається, діяв до падіння королівства в 1291 році, і венеційські комуни в Акрі та Тірі були особливо потужними та впливовими в XIII столітті, після того, як королівство втратило Єрусалим і було зведено до прибережної держави. Вони чинили опір спробам імператора Фрідріха II претендувати на королівство і фактично ігнорували владу сеньйора Тіру. Натомість вони вели свої справи так, ніби були незалежними володіннями, що, по суті, і було забезпечено умовами Pactum Warmundi.
Протягом XII та XIII століть інші італійські та провансальські міста-держави вимагали і отримали подібні комерційні договори від короля Єрусалиму, зокрема генуезці та пізанці. Комуни, засновані цими договорами, були в певному сенсі ранньою формою європейського колоніалізму і були важливим кроком у комерційному розвитку італійських міст-держав, що досягло кульмінації в італійському Відродженні в наступні століття.

## Збережені копії
Текст договору зберігся в хроніці Вільгельма Тірського, який, мабуть, узяв його зі збереженої копії в Тірі. Фульхерій Шартрський, сучасник цих подій, майже не згадує договір. Текст договору було опубліковано в Urkunden zur ältern Handels und Staatsgeschichte der Republik Venedig Г. Ф. Тафелем і Г. М. Томасом у 1856 році.